# ريتشارد باسيل
ريتشارد باسيل (بالإنجليزية: Richard Basil)‏ هو مدير فني أمريكي، ولد في 28 سبتمبر 1967 في ديموبوليس في الولايات المتحدة.